# Nordstrand (eiland)
Nordstrand is een voormalig waddeneiland en in het Duitse deel van de Waddenzee, behorend tot de Kreis Noord-Friesland in de deelstaat Sleeswijk-Holstein.
Het aantal inwoners van het schiereiland bedroeg eind 2024 2.362. Dit is als volgt berekend: 
- Gemeente Nordstrand: 2.326, minus ca. 20 op Nordstrandischmoor, is 2.306;
- Gemeente Elisabeth-Sophien-Koog: 56.

Totaal 2.362 personen. Bron: door de Duitse Wikipedia geraadpleegde overheidsstatistieken per 31-12-2024.

## Indeling, polders
Bestuurlijk vormt Nordstrand twee gemeenten: Nordstrand en Elisabeth-Sophien-Koog. Tot de gemeente Nordstrand behoort ook het eilandje Nordstrandischmoor, een van de Halligen, dat evenals Nordstrand door middel van een dam met het vasteland is verbonden. Nordstrand kreeg in 1936 door middel van een dam een verbinding met het vasteland, terwijl de polder Beltringharder Koog (grotendeels natuurgebied) sinds 1987 een tweede vaste verbinding vormt. 
Nordstrand bestaat uit de volgende polders (Köge, enkelvoud: Koog):
| polder                                   | vroegere naam        | jaar van bedijking | oppervlakte in km² |
| Elisabeth-Sophien-Koog (aparte gemeente) | Christianskoog       | 1771               | 4,78               |
| Alter Koog                               | Friedrichskoog       | 1654               | 6,47               |
| Osterkoog                                | Marie-Elisabeth-Koog | 1657               | 5,36               |
| Trendermarschkoog                        | Trindermarsch-Koog   | 1663               | 7,93               |
| Neukoog                                  | Neuer Koog           | 1691               | 6,46               |
| Morsumkoog                               |                      | 1866               | 7,65               |
| Pohnshalligkoog                          |                      | 1924               | 7,95               |
| Beltringharder Koog                      |                      | 1987               | 35,41              |
| Nordstrand (schiereiland)                |                      |                    | 46,60              |

De Beltringharder Koog ligt voor 12,17 km² in de gemeente Nordstrand, voor  0,10 km² in de gemeente Elisabeth-Sophien-Koog en voor de rest (2.314 hectare) in de gemeente Reußenköge.
De Alte Koog is het deel van Nordstrand, dat vrijwel ongeschonden bleef bij de Burchardivloed van 1643.

## Geografie en infrastructuur
Vanuit Strucklahnungshörn, een haven aan de westkust van Nordstrand, wordt over de Norderhever, de zeestraat tussen beide eilanden, een veerdienst op het buureiland Pellworm onderhouden, die onafhankelijk van het getij met een vaste dienstregeling kan varen. Een toeristenboot genaamd Adler Express verzorgt, met name 's zomers, verbindingen met o.a. Sylt en Amrum v.v.. Te Strucklahnungshörn is ook een reddingsstation met reddingboot van de Duitse reddingsdienst voor schipbreukelingen DGzRS gevestigd.
De voornaamste verkeersweg loopt van de haven van Strucklahnungshörn langs de kust naar Norderhafen, dan zuidoostwaarts naar de Herrendeich, verder oostwaarts naar het gehucht England, en dan noord- en oostwaarts naar de dam aan de zuidkant van het natuurgebied, die bij Hattstedt en Schobüll, gemeente Husum, op het vasteland van Sleeswijk-Holstein uitkomt. Over deze tot Schobüll 18 km lange weg rijdt een streekbus naar Husum v.v.. In Husum staat het dichtstbij gelegen spoorwegstation.

## Geschiedenis

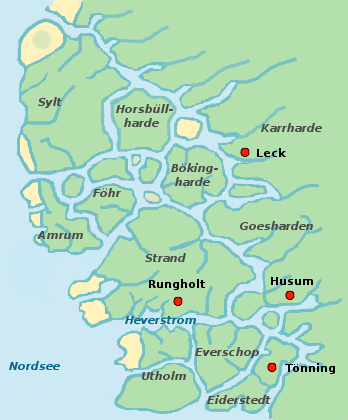
Het gebied Uthlande vóór de Sint-Marcellusvloed (16 januari 1362)
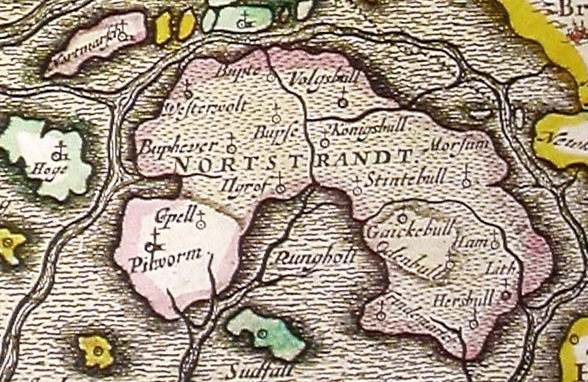
Deze kaart van Joan Blaeu (1662) toont het voormalige eiland Strand
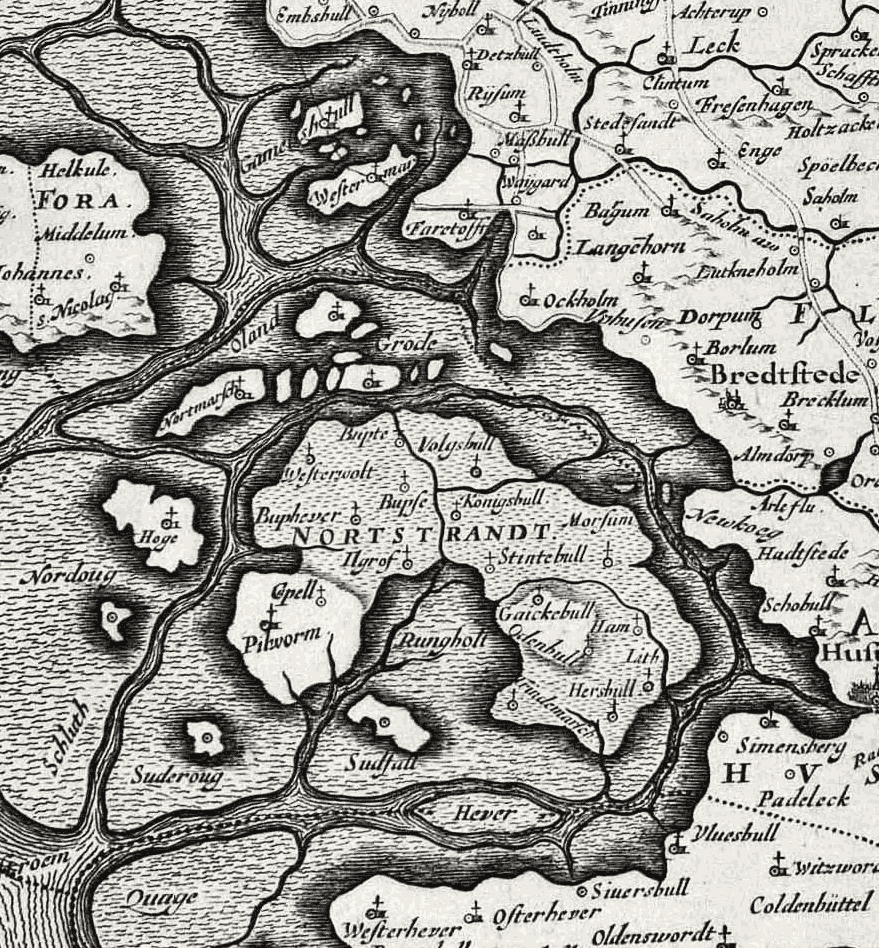
Nordstrand en omgeving rond 1650
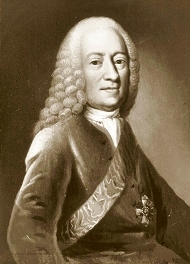
Portret (ca. 1770) van Jean Henri Desmercières
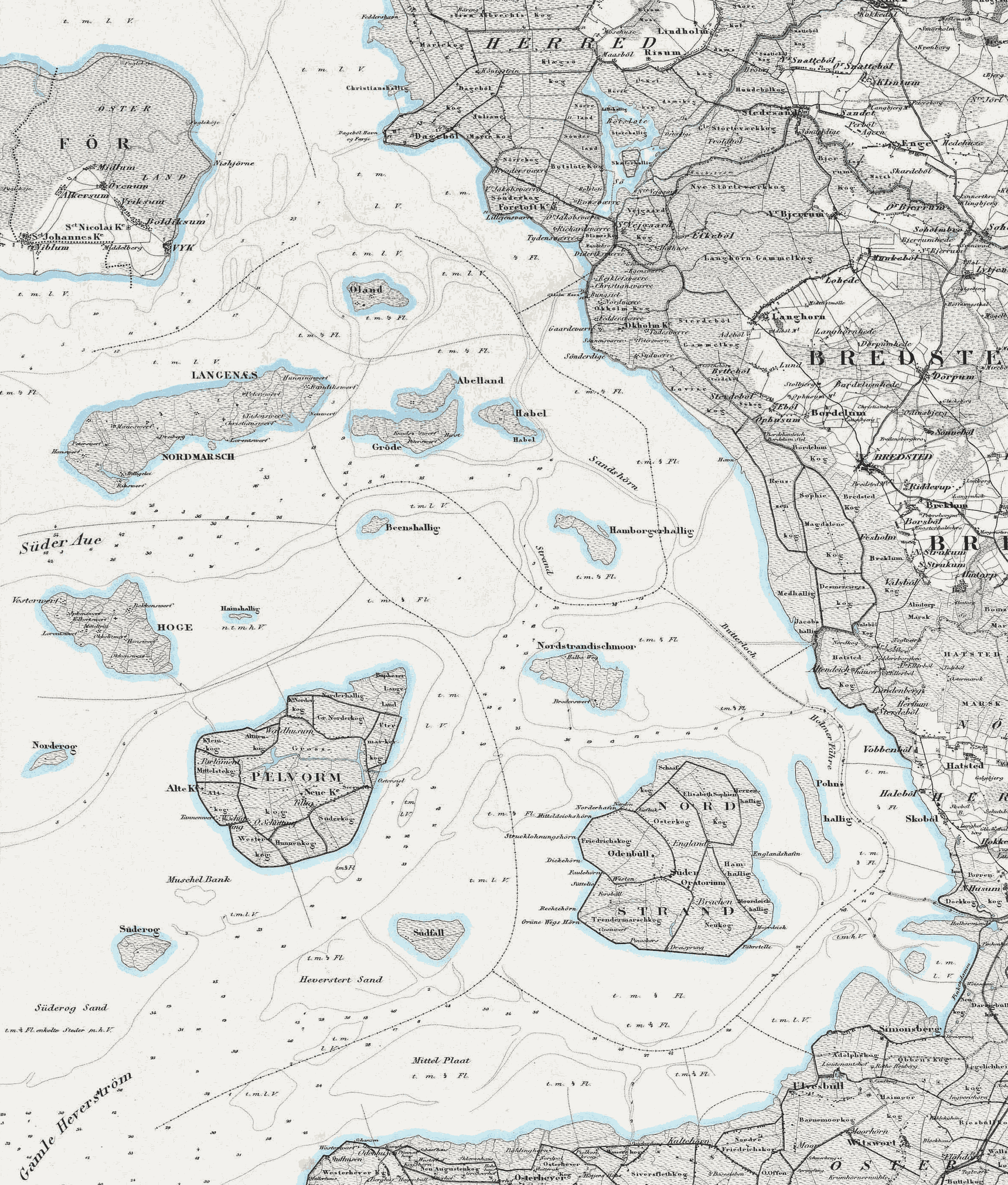
Deense kaart van het gebied, circa 1850. De polders met hun dijken op Nordstrand zijn herkenbaar. Oratorium is de oudkatholieke kerk.

De streek behoorde tot 1864 tot het Hertogdom Sleeswijk, en dus was dit gebied indirect onderhorig aan de kroon van Denemarken. Na de Tweede Duits-Deense Oorlog kwam het gebied in 1866 definitief aan Pruisen.
Oorspronkelijk maakte Nordstrand deel uit van het veengebied Uthlande. Na de Sint-Marcellusvloed van 1362 bleef daarvan het hoefijzervormige eiland Alt-Nordstrand over. Dat werd in 1634 tijdens de Burchardivloed voor een groot deel weggeslagen. Een tweede gedeelte dat overbleef is het huidige eiland Pellworm. 
Vanaf 1667 heeft een aantal Nederlanders uit het Westland, onder wie Hugo Janszoon Goeijenbier (1617-1699) en zijn broer Cornelius Janszoon Goeijenbier (1637-1680) op Nordstrand dijken aangelegd. Boeren op Nordstrand verloren door overstromingen vaak hun oogst. De broers Goeijenbier bleven op Nordstrand wonen, de familienamen van hun nakomelingen verbasterden uiteindelijk tot 'Gutbier'.
Andere Nederlanders, onder wie de Brabander Quirinus Indervelden, verkregen in 1652 een octrooi van hertog Frederik III van Sleeswijk-Holstein-Gottorp om Nordstrand weer in te polderen. Deze inpolderingen mislukten grotendeels, o.a. door de Kerstvloed van 1717. Een Deens-Franse bankier, Jean Henri Desmercières, verwierf in 1768 een nieuw octrooi voor de inpoldering. Door ervaring wijs geworden, liet hij dijken met een geringere hellingshoek ten opzichte van de zee bouwen. Desmercières had al eerder met succes polders laten aanleggen in de huidige, aangrenzende gemeente Reußenköge in Sleeswijk-Holstein. De gebruikers van de polders, die door Desmercières zijn aangelegd, vormden een aparte gemeenschap op het eiland, wat tot op heden zo is gebleven; Elisabeth-Sophien-Koog is een zelfstandige gemeente, met slechts ruim 50 inwoners.
Sinds de 12e eeuw staat er reeds de Vincentiuskerk, bij Odenbüll. Bij de Reformatie in de 16e eeuw werd dit kerkgebouw evangelisch-luthers.  De Nederlanders, die zich als kolonisten vestigden op Nordstrand, waren grotendeels rooms-katholiek. In 1662 lieten zij de parochiekerk Theresiakirche bouwen. De pastoors kwamen uit het Aartsbisdom Utrecht (R.K.). Velen van hen waren aanhangers van de van de Rooms-Katholieke Kerk afwijkende geloofsrichting het jansenisme (Aartsbisdom Utrecht Oudkath.). In 1723, op Nordstrand in 1740, vond de kerkscheuring plaats, waarbij de jansenisten toetraden tot de Oud-Katholieke Kerk (nog tot 1920 die van Nederland, daarna die van Duitsland). Daarbij werd de Theresiakerk oud-katholiek, en de aan Rome trouw gebleven katholieken kerkten in een noodonderkomen.  Nadat het eiland Pruisisch geworden was, in 1866, konden de rooms-katholieken ook een eigen godshuis bouwen, de Sint-Olofkerk. In de 19e en 20e eeuw zijn zowel de Vincentiuskerk (die in 1965 dreigde in te storten) als de Theresiakerk ingrijpend verbouwd. Niet iedereen vindt, dat de kerkgebouwen door de verbouwingen verfraaid zijn.

## Bezienswaardigheden
- De evangelisch-lutherse Vincentiuskerk bij Odenbüll heeft een bezienswaardig interieur, met o.a. een uit omstreeks 1480 daterend uit hout gesneden retabel, dat de kruisiging van Jezus uitbeeldt, en een kansel uit 1605, met inscripties in het Nederduits.
- De oudkatholieke Theresiakerk aan een zijstraatje van de Herrendeich, die het hart van het schiereiland vormt, dateert uit 1662, maar werd in de 19e eeuw in de stijl der neogotiek gerenoveerd. Het interieur is sober.
- Nordstrand bezit veel overnachtingsmogelijkheden[4] voor vakantiegangers, en ook verscheidene bij de toeristen geliefde restaurants. De bekende Pharisäerhof, enkele kilometers ten noordoosten van de Herrendeich, is gevestigd in een monumentale voormalige boerderij uit 1743.
- Norderhafen, iets ten noorden van de veerhaven Strucklahnungshörn, ligt aan de noordwestkust van Nordstrand, en is toeristisch ontwikkeld. Het dorp bestaat voor meer dan de helft uit vakantiehuisjes en -appartementen. Het heeft veel kenmerken van een kuuroord, o.a. een jachthaven, een hotel, wellnessvoorzieningen, kuur- en zwembadinrichtingen en dergelijke.
- Ook Süderhafen, aan de zuidoostkant van het eiland, heeft een jachthaven, enige restaurants, een toeristische pottenbakkerij e.d.. De voormalige windmolen Engel, niet ver van Süderhafen,  huisvest een horecagelegenheid; de molen is niet meer maalvaardig.

## Afbeeldingen

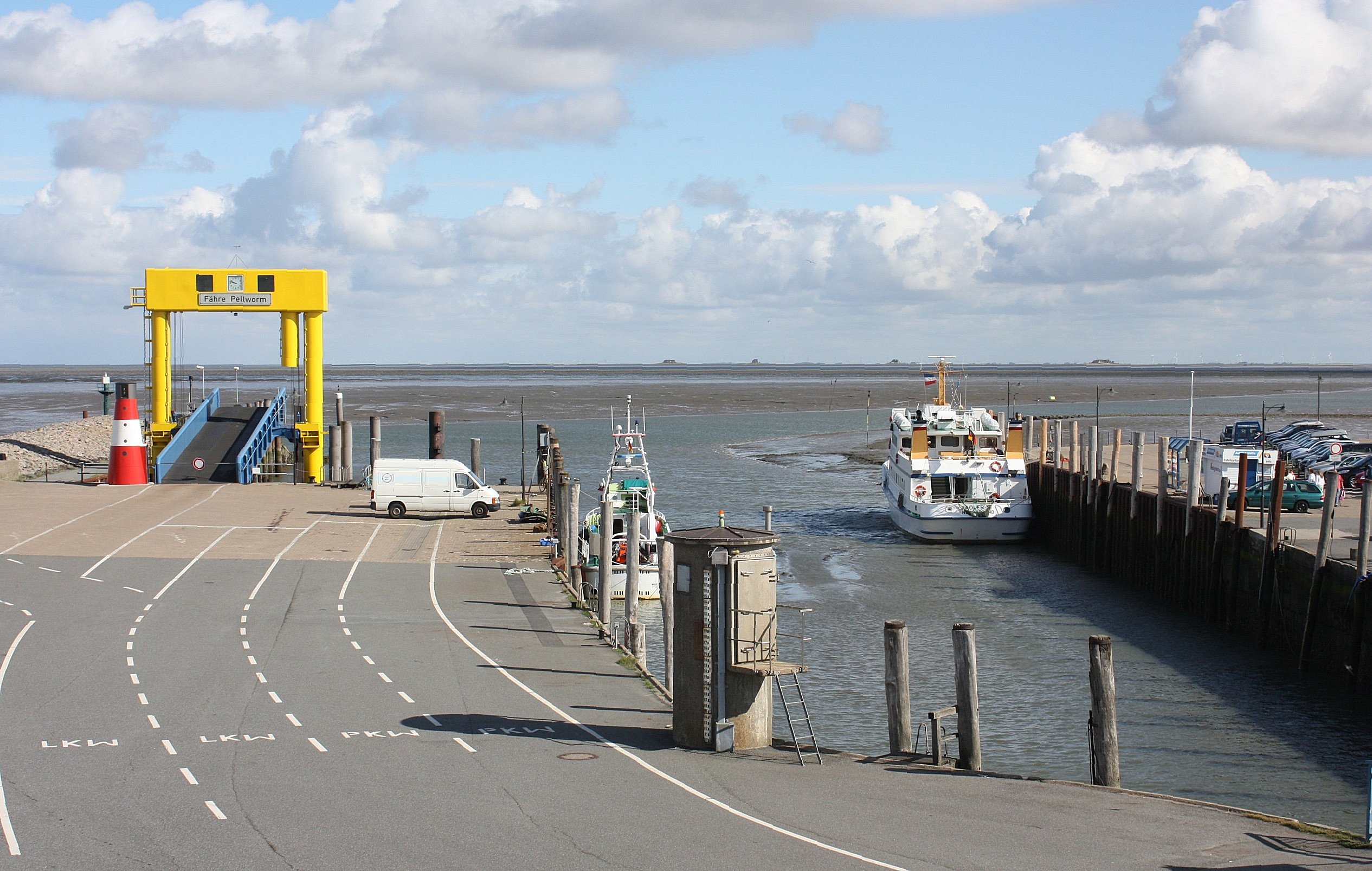
Haven Strucklahnungshörn
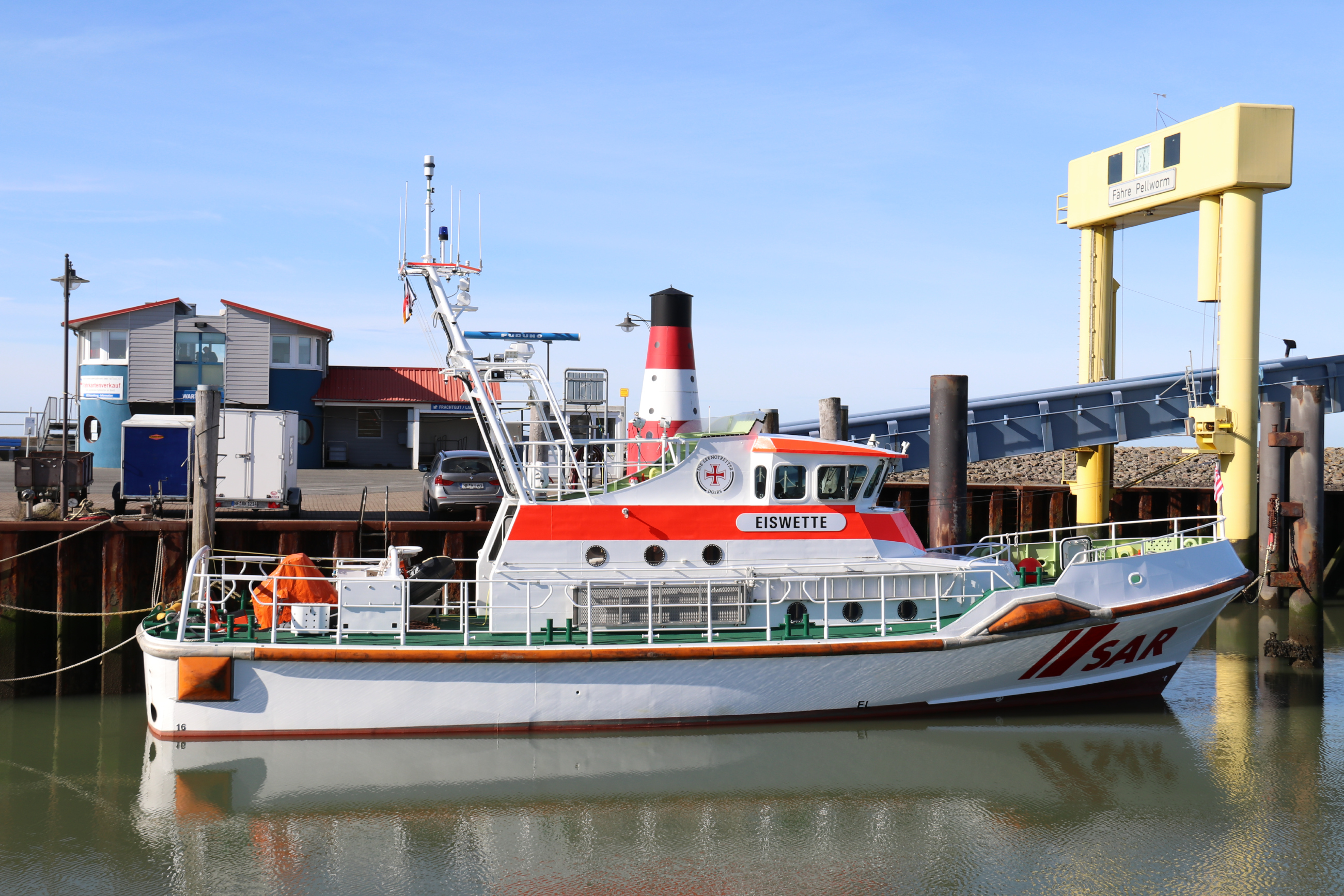
Reddingboot Eiswette in deze haven
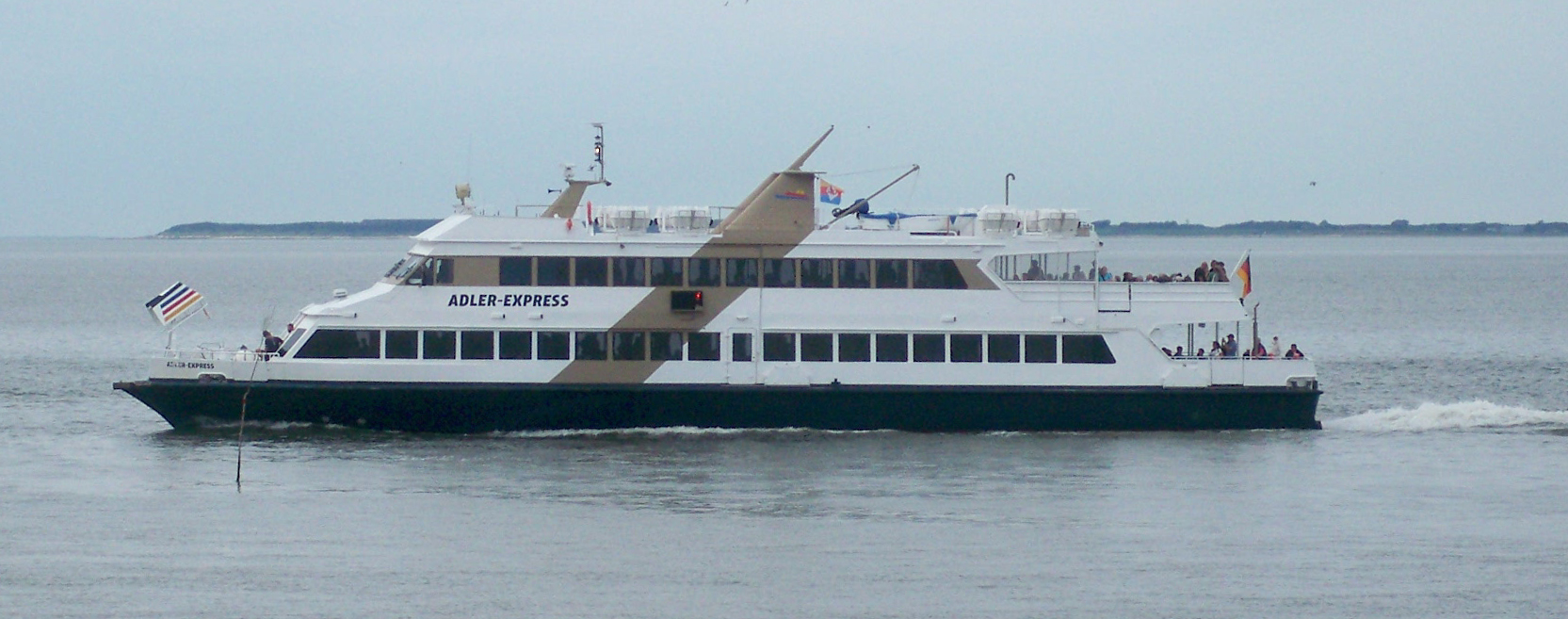
Adler-Express, 2019
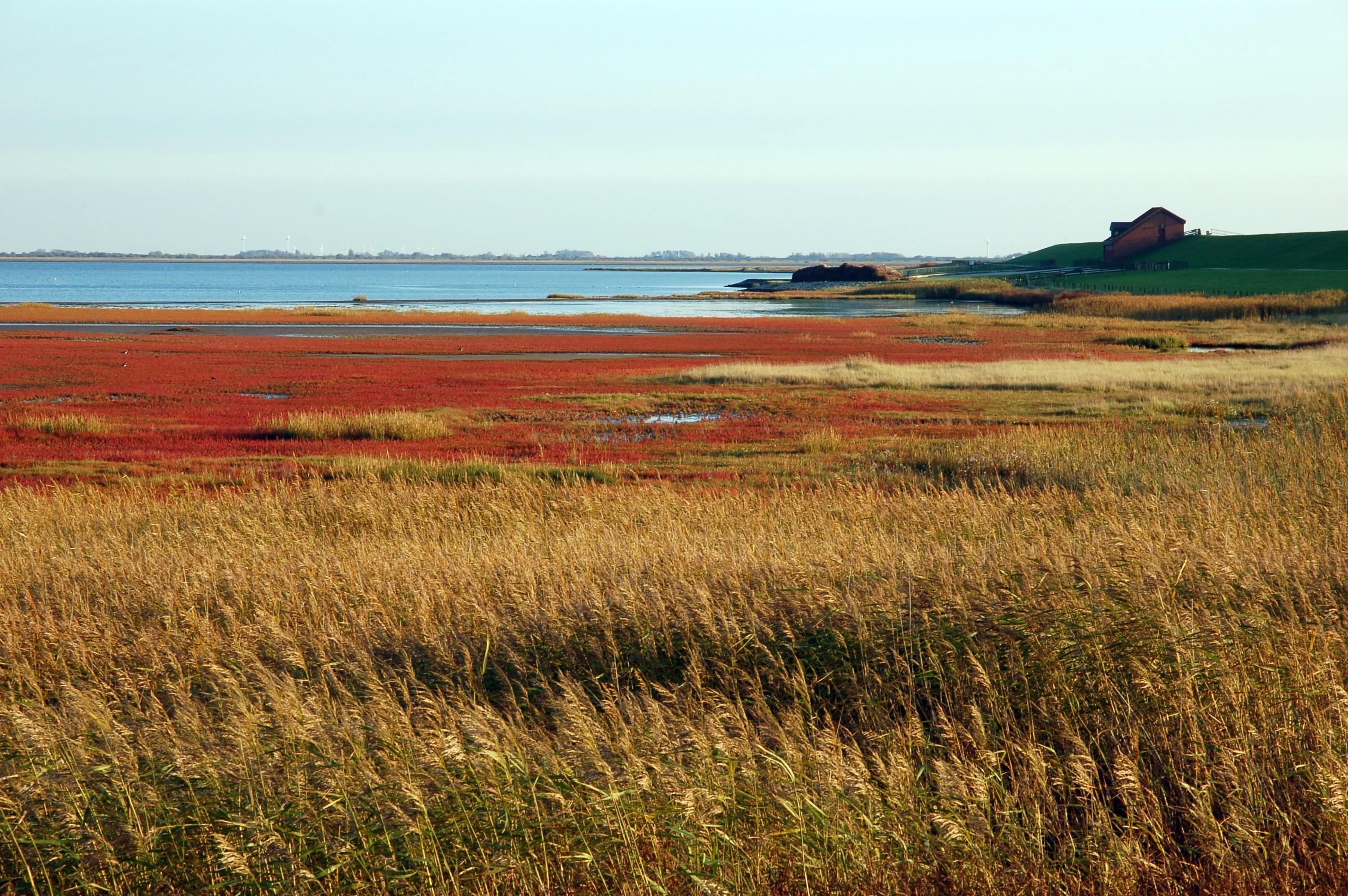
Natuurgebied Beltringharder Koog tussen Nordstrand en Reußenköge
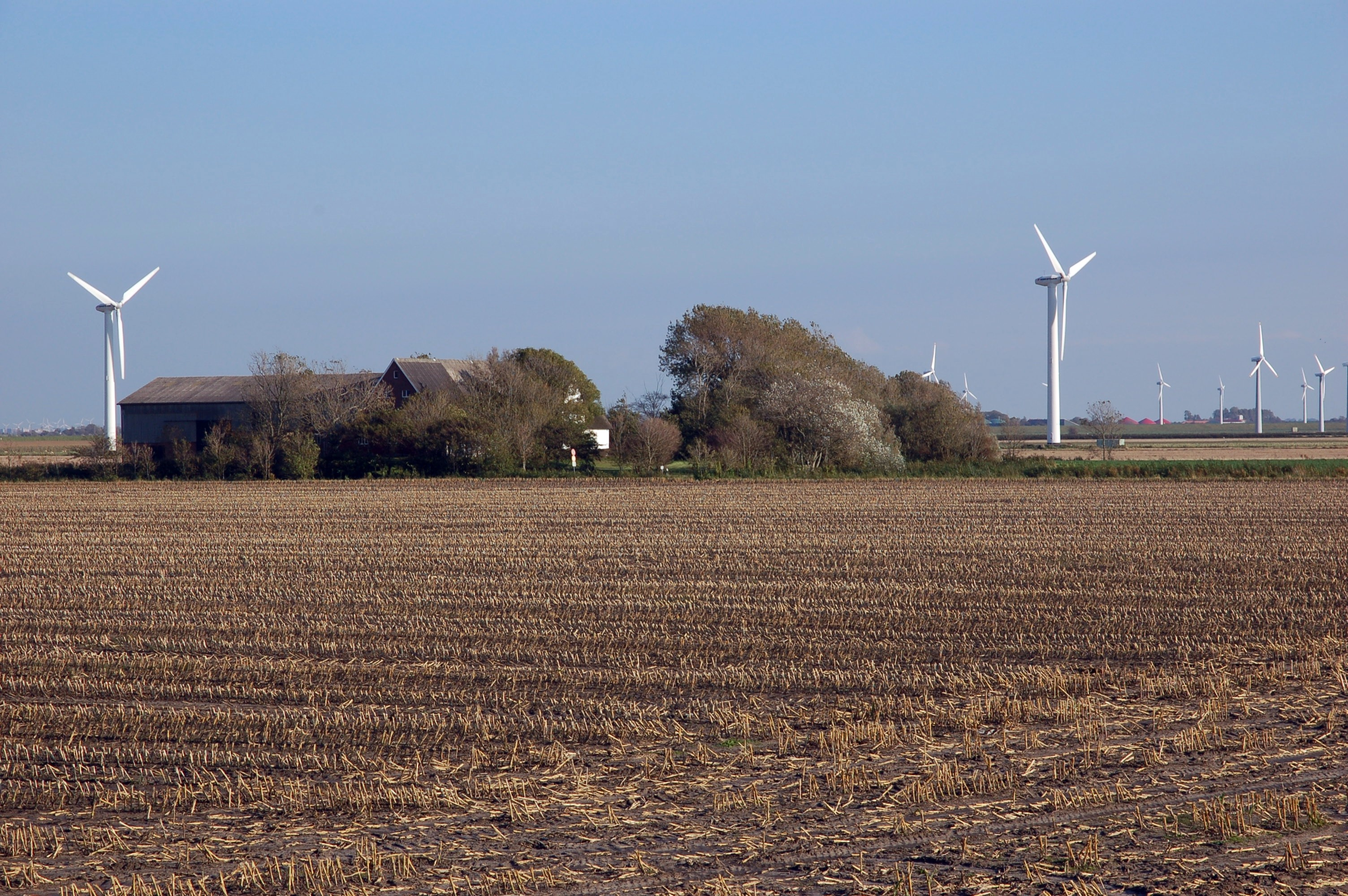
Boerderij in de Elisabeth-Sophien-Koog
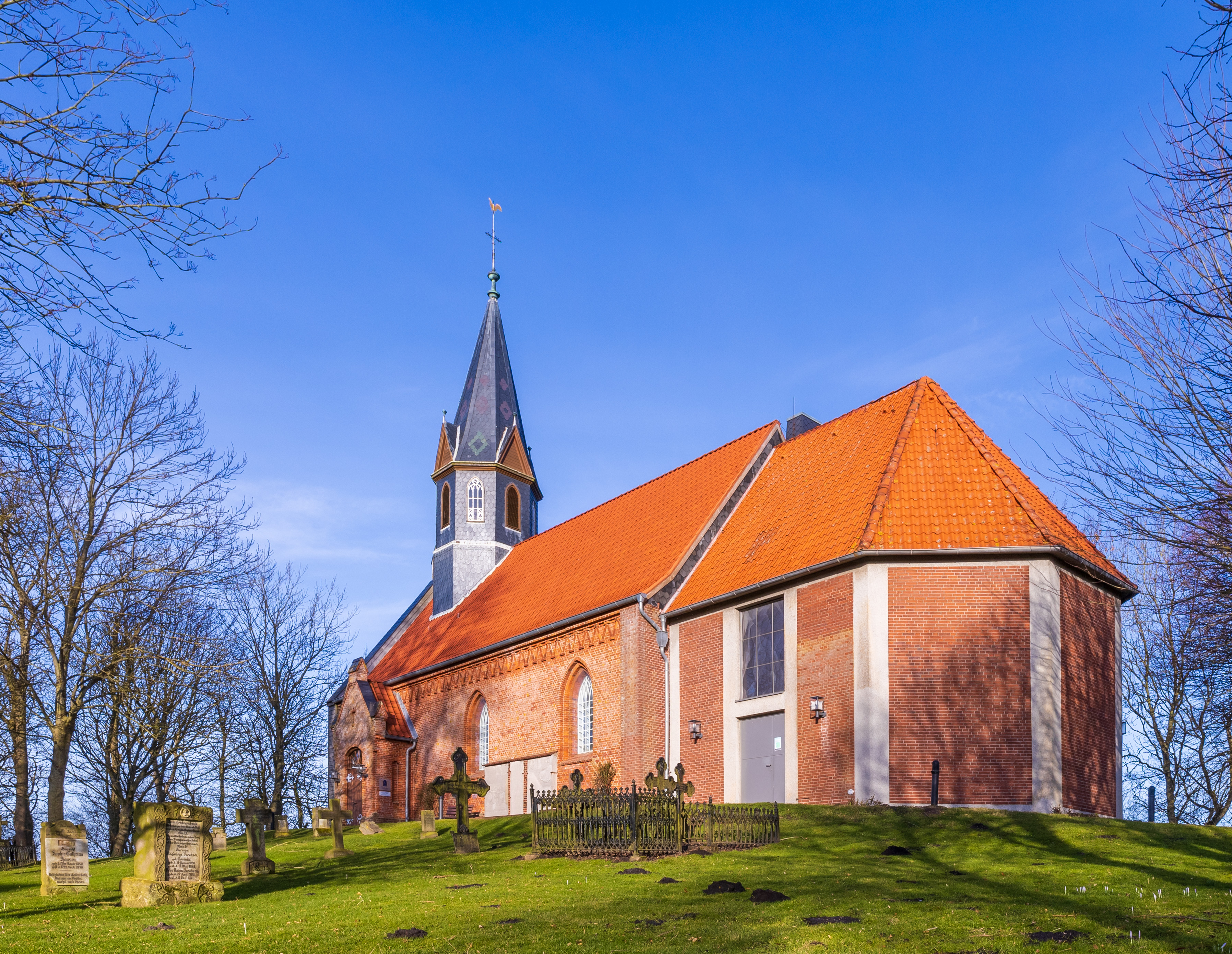
Evang.-lutherse Sint-Vincentiuskerk, Odenbüll
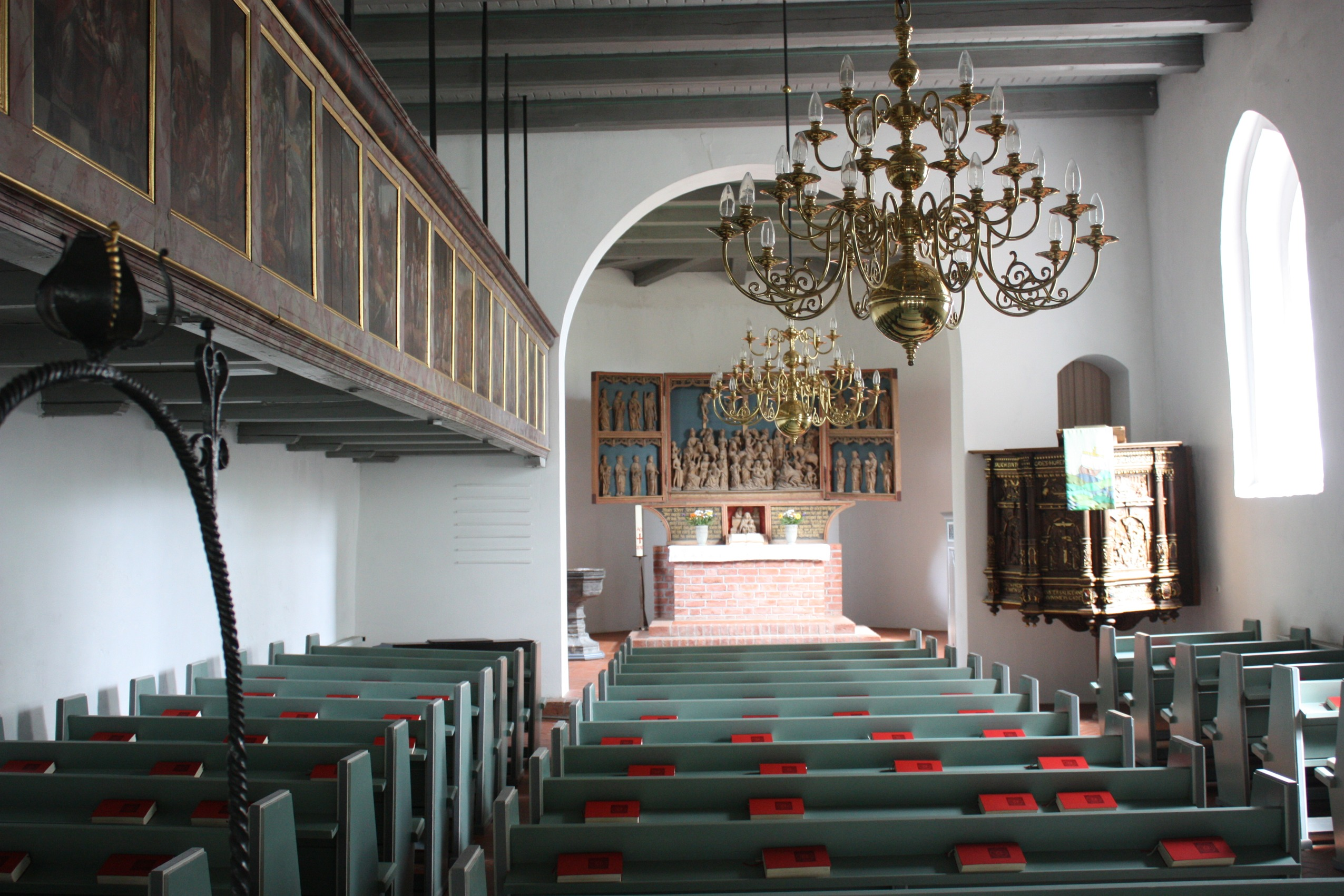
Interieur van dit kerkgebouw
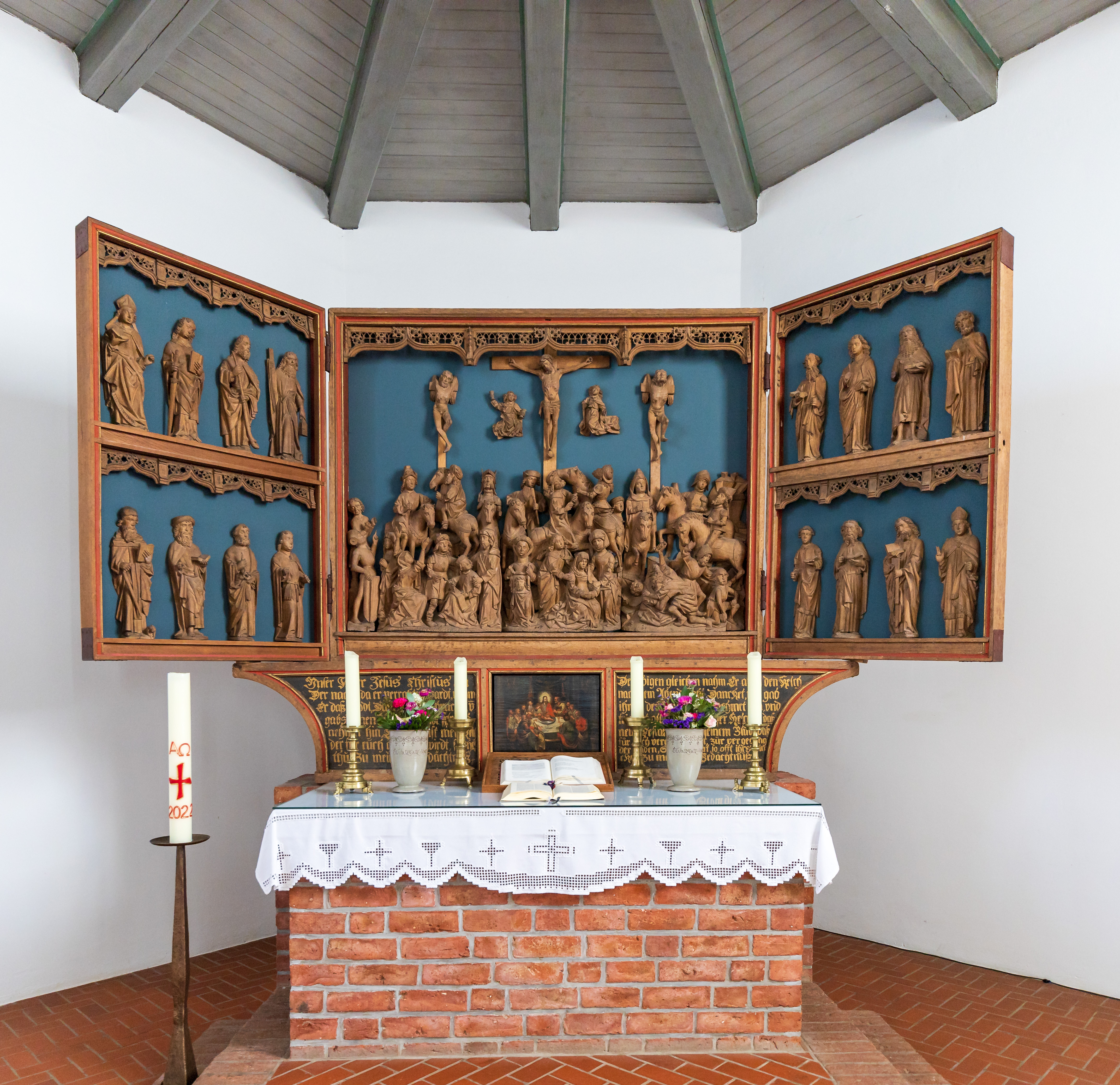
Altaar in dit kerkgebouw
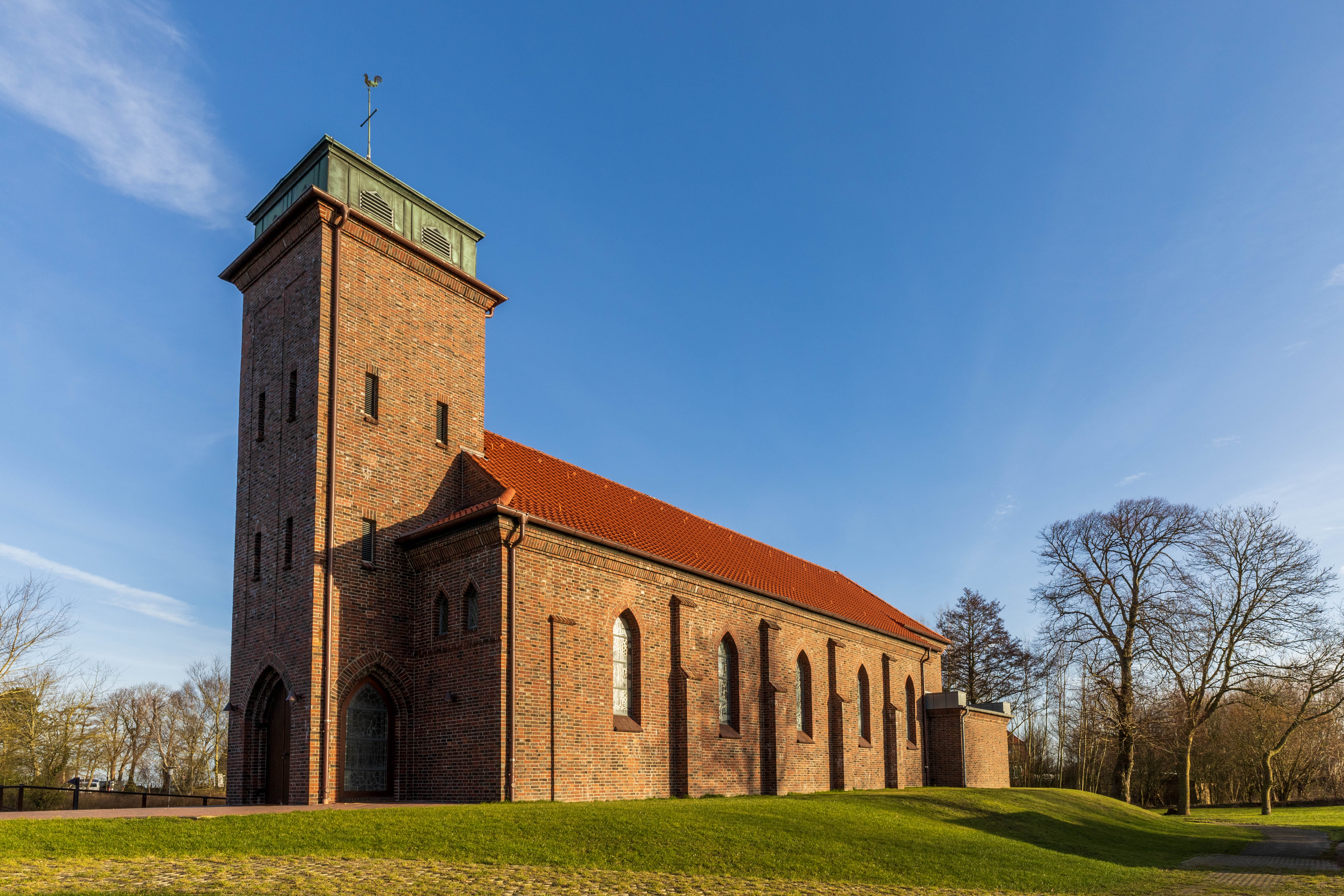
R.K. St-Knudskerk
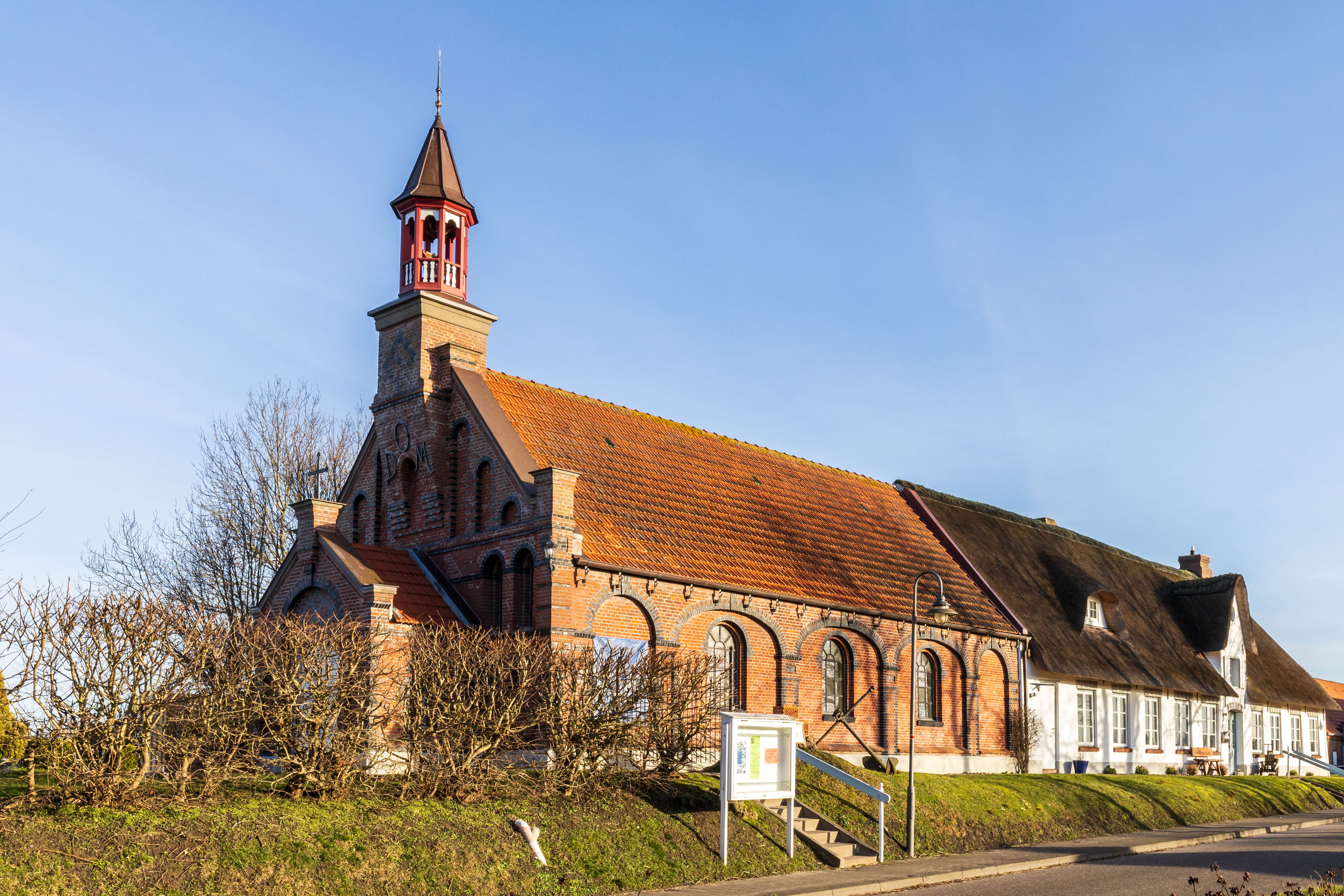
Oud-kath. Theresiakerk, Süden met erachter de pastorie
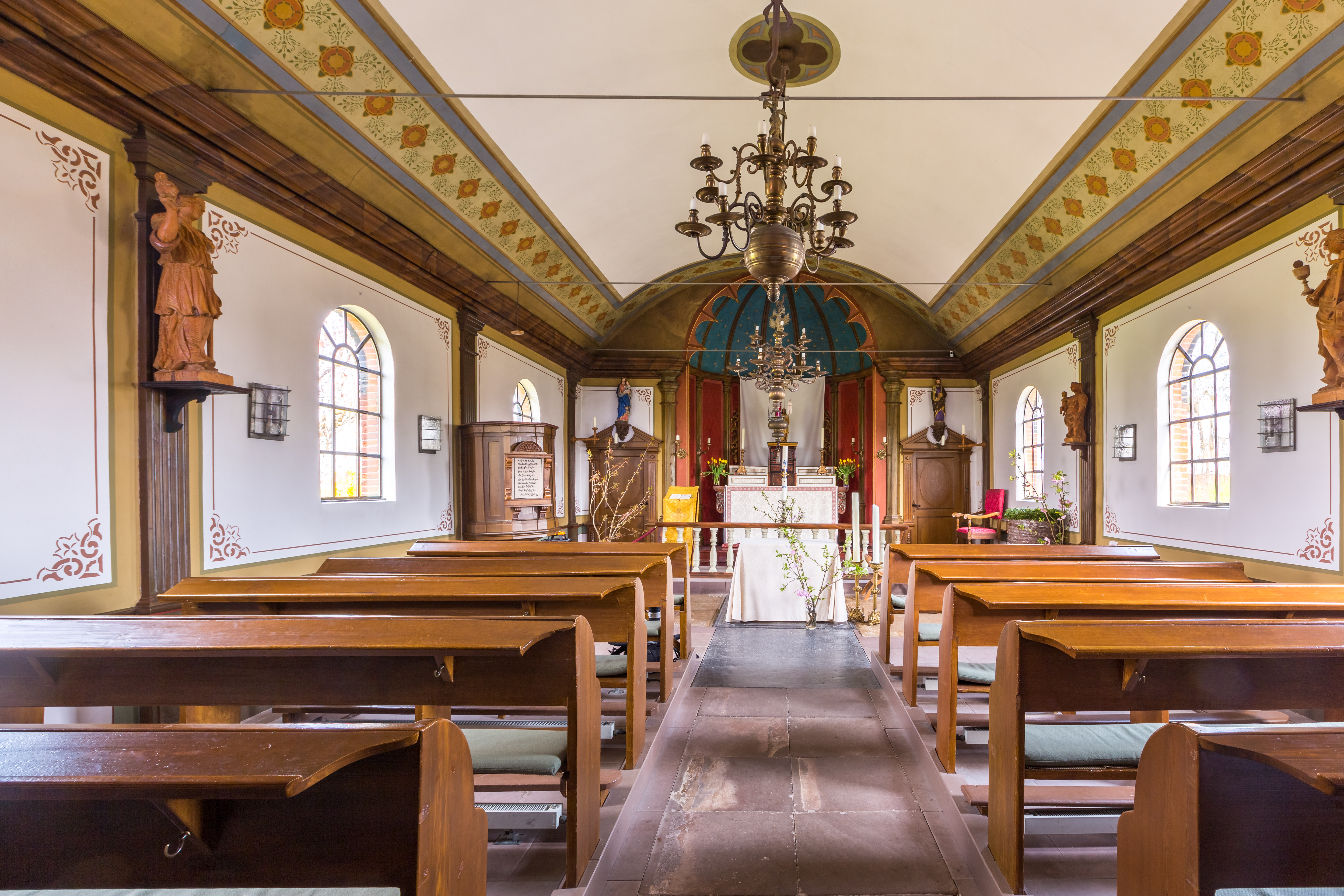
Interieur van dit kerkgebouw
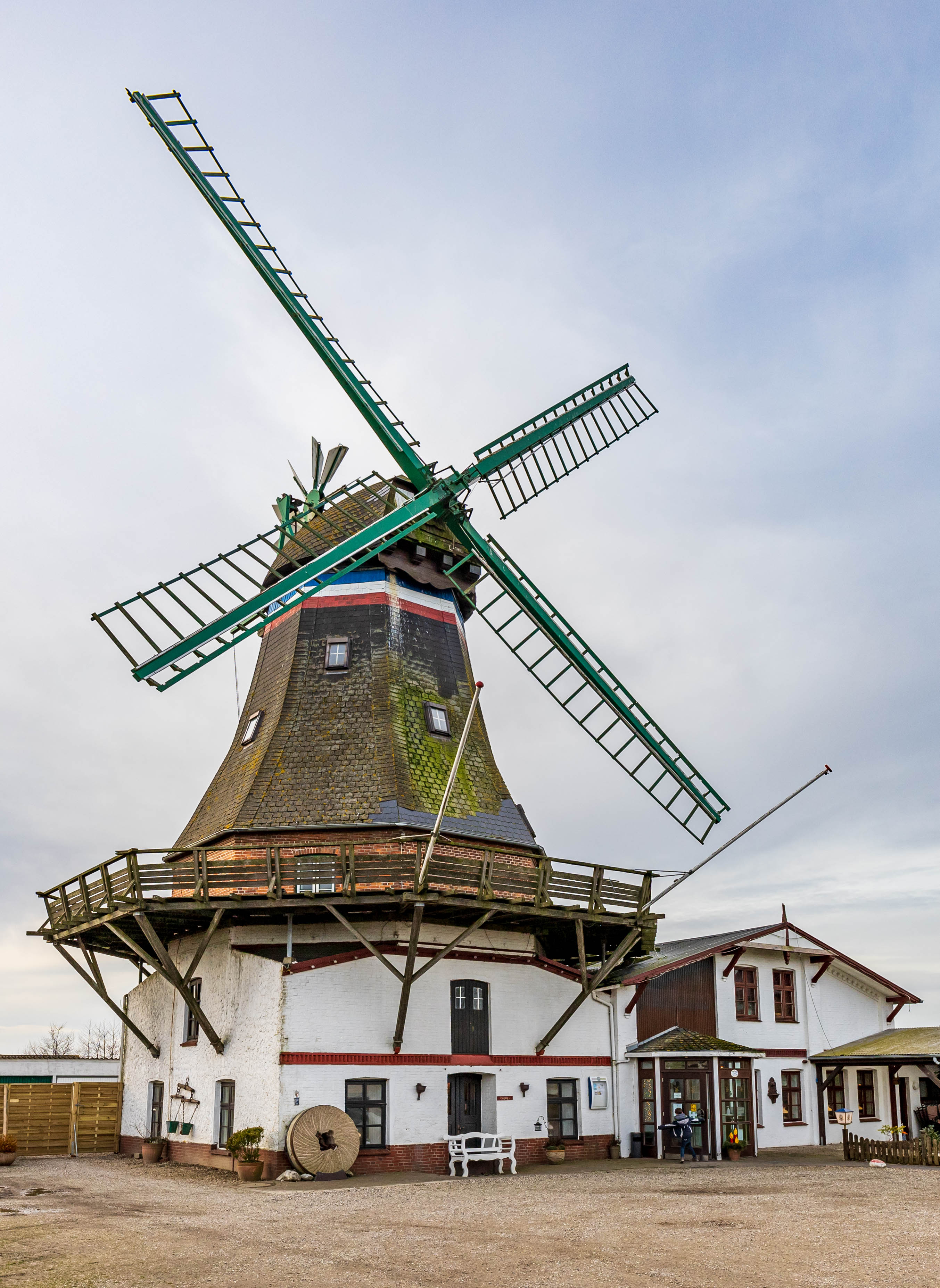
Windmolen Engel
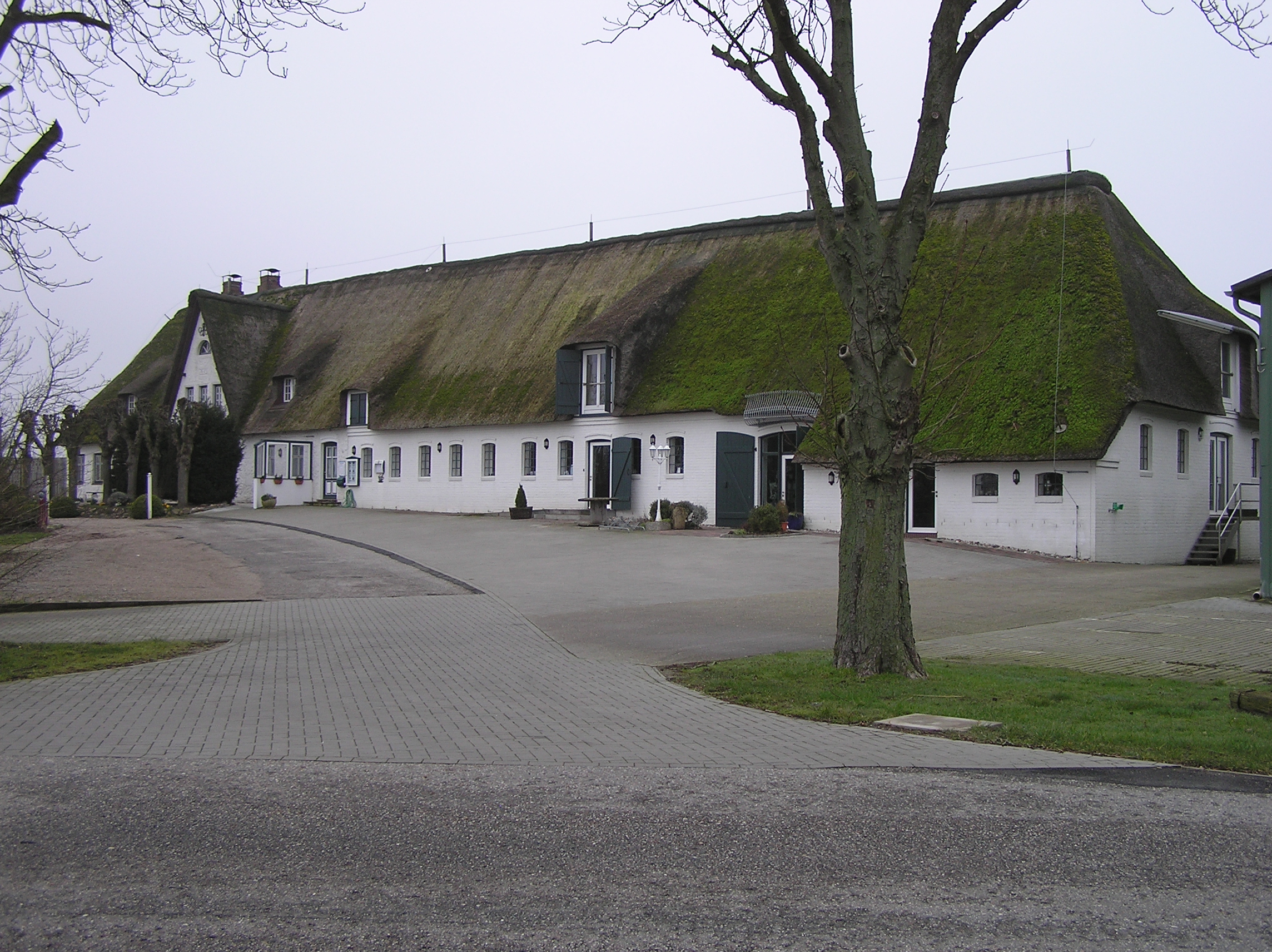
Historische voormalige boerderij Pharisäerhof (bouwjaar 1743, tegenwoordig restaurant)